# 堺市立浜寺南中学校
堺市立浜寺南中学校（さかいしりつ はまでらみなみちゅうがっこう）は、大阪府堺市西区にある公立中学校。通称「浜南・南中」。
校章は松葉菱の中に浜南の文字である。
吹き抜けのある校舎が特徴。

## 基本情報
堺市立浜寺中学校の生徒数増加に伴い、1994年に同校の校区の一部(堺市立浜寺小学校・堺市立浜寺昭和小学校)を分離し、堺市で40番目の中学校として開校した。浜寺中学校のマンモス校化を抑えるために開校されたため，廃校後は，老人介護施設となる予定のため，廊下が，他校と比べ，かなり広く，教室と教室が向かい合うように設計されている。しかし，建物の劣化が激しいため実現は厳しい。今のところ，廃校の予定はない。

## 著名人
- 白濱裕太（プロ野球選手、広島東洋カープ）
- 小林寛（元プロ野球選手、横浜DeNAベイスターズ→社会人野球選手、JFE西日本硬式野球部）
- 達孝太(北海道日本ハムファイターズ２０２１年ドラフト１位指名，同年１１月６日入団）

## アクセス
- 南海本線 羽衣駅、JR羽衣線 東羽衣駅 北東へ約1km。
- 南海本線 浜寺公園駅 南西へ約1km。
- 阪堺電気軌道阪堺線 浜寺駅前停留場  南西へ約1.1km。
- JR阪和線 鳳駅 北西へ約1.3km。

## 関連コンテンツ
- 大阪府中学校一覧
- 浜寺小学校
- 浜寺昭和小学校
- 浜寺中学校